# 巴黎愛樂廳
巴黎愛樂廳（法語： 法語發音：[filaʁmoni də paʁi]）位於法國巴黎，是音樂城的一部分。

## 历史
2015年1月落成，音樂廳於2007年由法國文化及通信部等宣佈成立，當時預計成本1亿7千万歐元，結果以高達3亿8千万元建成。主音樂廳以音乐城的创建者皮埃尔·布列兹命名，设有2400個座位，牆壁及樓廳均以曲線設計，以加強聲音的傳遞，故被英國聲響研究所前主席卓科。確斯評為世界十大音響效果最佳的音樂廳。